# Vossebrechen
Vossebrechen ist eine Ortschaft von Wipperfürth im Oberbergischen Kreis im Regierungsbezirk Köln in Nordrhein-Westfalen (Deutschland).

## Lage und Beschreibung
Die Ortschaft liegt im Norden von Wipperfürth an der Wasserscheide zwischen der Neyetalsperre und der Bevertalsperre. Nachbarorte sind Lesenbüchen, Stöcken, Forste und Gardeweg. Durch die Ortschaft fließt der in die Neye II mündende Vossebrechener Bach.
Politisch wird der Ort durch den Direktkandidaten des Wahlbezirks 17.2 (172) Egen im Rat der Stadt Wipperfürth vertreten.

## Geschichte
Um 1150 wird Vossebrechen unter der Bezeichnung „Fussenbrecht“ erstmals als Besitz des Reichsklosters Werden genannt. Die Karte Topographia Ducatus Montani aus dem Jahre 1715 zeigt zwei Höfe und bezeichnet diese mit „Vossenbrecken“. Ab der Preußischen Uraufnahme von 1840 bis 1844 wird die heute gebräuchliche Bezeichnung „Vossebrechen“ verwendet.
Die westlich vorbeiführende Kreisstraße K13 hatte bereits in vorgeschichtlicher Zeit (Jungsteinzeit) ihren Ursprung, wenn auch nur als „Trampelweg und Urpfad“. In der sächsisch-fränkischen Zeit ab dem 7. Jahrhundert erlangte sie Bedeutung im Fernverkehr, die sich erst im 18. Jahrhundert wieder auf regionale Bedeutung reduzierte.

## Busverbindungen
Über die Bushaltestelle Vossebrechen der Linie 337 (VRS/OVAG) ist eine Anbindung an den öffentlichen Personennahverkehr gegeben.

## Wanderwege
Der vom SGV ausgeschilderte Rundwanderweg A5, der Hauptwanderweg X3 Talsperrenweg und der Halveraner Rundweg führen in einem Abstand von 150 m am östlichen Ortsrand durch das Tal der Neye II an Vossebrechen vorbei.